# 苋麻河水库
苋麻河水库是中国宁夏回族自治区固原市境内的一座水库，位于清水河上，建于1959年。水库正常库容为1750万立方米，集雨面积为688平方千米，海拔为1577米。